# Penantit
Penantit je z manganom bogat silikatni mineral iz kloritne skupine s kemijsko formulo (Mn5Al)(Si3Al)O10(OH)8, ki je nastal z metamorfiranjem ali hidrotermalim preperavanjem manganovih sedimentov. Mineral so prvič odkrili in opisali leta 1946 v maganovem rudniku Benalt v severnem Walesu in ga imenovali po velškem naravoslovcu Thomasu Pennantu (1726-1798).
Poznana sta dva politipa penantita: penantit II.b, ki so ga odkrili leta 1946, in penantit I a. (grovezit), ki so ga odkrili leta 1955 in ga do leta 1983 obravnavali kot samostojen mineral.
Penantit iz Walesa tvori v drobnih žilah, ki prepredajo masivno manganovo rudo, ali v sami rudi
drobne, 0,5 mm velike oranžno rjave luske podobne sljudi. Na manganovi rudi tvori tudi tanko temno rjavo skorjo,  ki je sestavljena iz gosto zloženih rozet s premerom do 0,5 mm, prevlečenih s tankim slojem barita.

## Nahajališča
Penantit so razen v Walesu našli tudi na polotok Eyre (Južna Avstralija), v Liguriji (Italija), Karagandi (Kazahstan), na Štajerskem (Avstrija), v provinci Wärmland (Švedska) in Valaisu (Švica) ter New Jerseyu, Severni Karolini in Washingtonu (Združene države Amerike).
V Sloveniji so minerale iz kloritne skupine našli v dolini Bistrice pri Slovenski Bistrici.